# Хаврогоры
Хаврогоры — деревня в Приморском районе Архангельской области. Входит в состав сельского поселения МО «Талажское».

## География
Деревня находится в 15 км от аэропорта Талаги на правом берегу реки Лодьма, западу от деревни находится деревня Часовенская, на противоположном берегу находится деревня Коровкинская. Административный центр поселения посёлок Талаги находится в 16 км (по прямой) к западу.

## Население
| 2002 | 2010 | 2012 |
| ---- | ---- | ---- |
| 0    | →0   | →0   |

## Инфраструктура
Отсутствует.

### Карты
- [mapq37.narod.ru/map1/iq37128129130.html Топографическая карта Q-37-128,129,130. Архангельск - 1 : 100 000]